# San Marco in trono
San Marco in trono è un dipinto a olio su tavola (218x149 cm) di Tiziano, databile al 1510-1511 circa e conservato nella basilica di Santa Maria della Salute a Venezia.

## Storia
L'opera venne vista da Vasari nella chiesa di Santo Spirito in Isola, dove era stato commissionato probabilmente dalla stessa Serenissima, come ex voto per la fine della pestilenza del 1510, quella in cui morì anche Giorgione. Evidente è infatti il ruolo dei vari protagonisti: san Marco protettore e incarnazione stessa di Venezia e una serie di santi legati alla protezione durante le epidemie.
Dal 1656 si trova alla chiesa della Salute. 
La datazione oscilla tra prima e dopo gli affreschi nella Scuola del Santo a Padova, quindi tra il 1510 e la fine del 1511.

## Descrizione e stile
Su un alto trono, ispirato alla Pala di Castelfranco di Giorgione, san Marco si erge statuario, vangelo alla mano appoggiato scenograficamente sul ginocchio, ricordando la maestosità di sculture coeve. In basso stanno i santi Cosma e Damiano, due medici, san Sebastiano e san Rocco, patrono degli appestati che mostra, come al solito, la sua piaga aperta sulla gamba. Nel volto di san Rocco è stato individuato un possibile autoritratto giovanile dell'artista, mentre altri ipotizzano che nei santi, così individualizzati, siano nascoste le fisionomie di personaggi contemporanei, magari personalità di spicco nell'assistenza ai concittadini. Il pavimento a scacchi chiarisce la collocazione dei santi nello spazio, ben riuscita e generante una sicura circolazione di forme e masse.
La plastica monumentalità e l'elemento asimmetrico del fondale architettonico a destra derivano invece dalla Pala di San Giovanni Crisostomo di Sebastiano del Piombo. Molto originale è poi l'illuminazione, che accende i colori delle vesti, ma lascia spregiudicatamente in ombra il volto del santo: si tratta di un dinamismo definito "meteorologico", che anticipa le innovazioni della Pala Pesaro. 
La gamma di colori è limpida e squillante, con una predilezione per le tinte pure, quelle che assicuravano la maggior brillantezza: blu, giallo, rosso, verde. In questa scelta si può notare un'influenza della tavolozza delle opere di Dürer, a Venezia nel 1506.